# Leucascandra
Leucascandra is een geslacht van sponsdieren uit de klasse van de Calcarea (kalksponzen).

## Soort
- Leucascandra caveolata Borojevic & Klautau, 2000